# Гігромія Ковача
Гігромія Ковача (Kovacsia kovacsi) — вид наземних черевоногих молюсків з родини кущанкових (Hygromiidae).

## Поширення
Вид поширений в Угорщині та Румунії. Поширений у південно-східній частині Великої Угорської Рівнини, у західній частині гір Апусені (Кодру-Мома, Падуреа-Краюлуй та Заранд) та на північному сході Угорщини. Мешкає у помірних лісах.